# نظرة المسيحية للانتحار

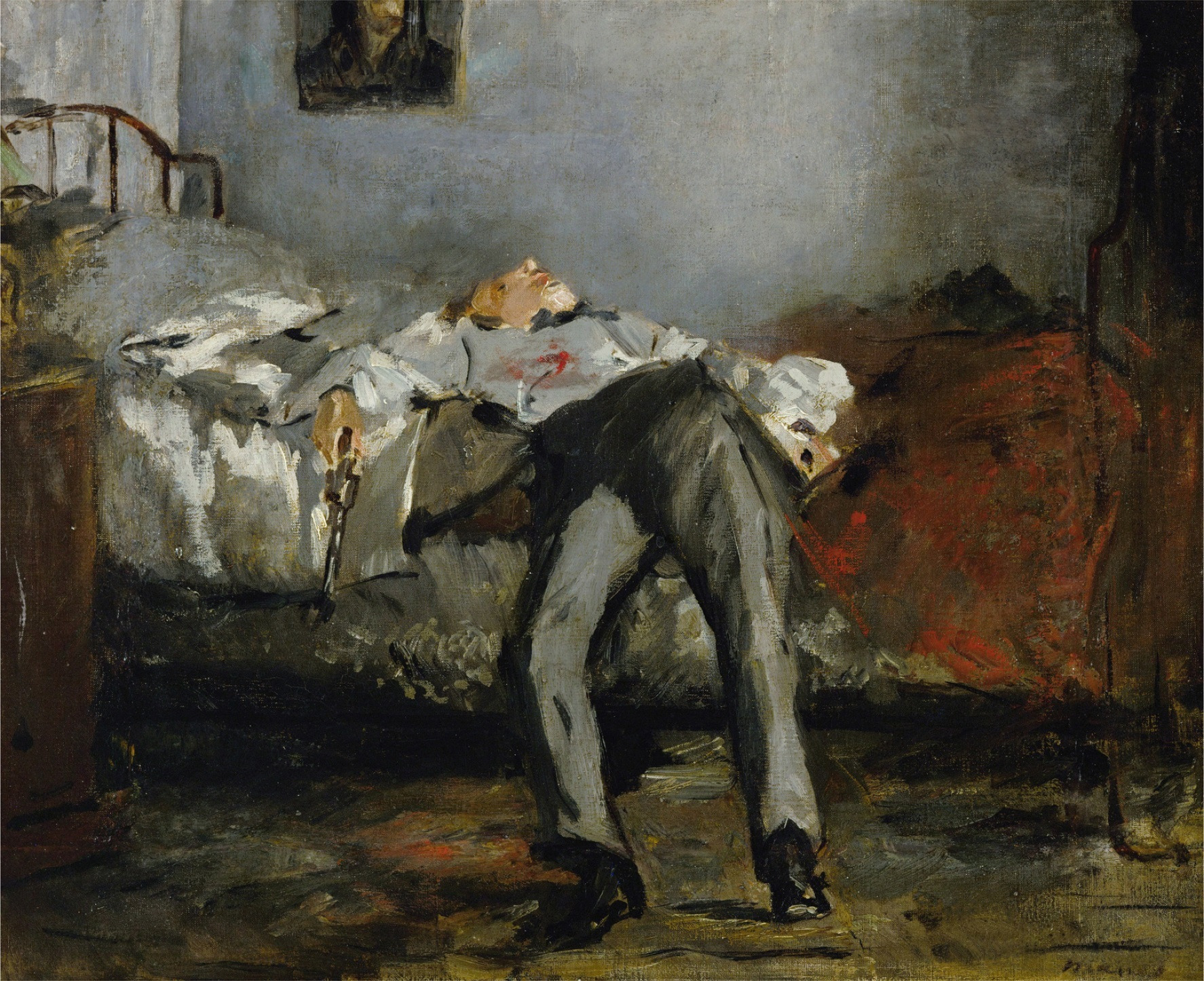

في معظم أشكال المسيحية، يُعتبر الانتحار خطيئة، ويقوم ذلك أساسًا على كتابات المفكرين المسيحيين المؤثرين في العصور الوسطى، مثل القديس أوغسطين والقديس توما الأكويني، ولكن لم يكن الانتحار يعتبر خطيئة في مجموعة قوانين جستنيان المسيحية للإمبراطورية البيزنطية، على سبيل المثال. وفي المذهب الكاثوليكي، تقوم الحجة على أساس وصية «لا تقتل» (والتي تم تطبيقها بموجب العهد الجديد من قبل يسوع في إنجيل متى 19:18)، وكذلك فكرة أن الحياة هبة منحها الله لا ينبغي أن نرفضها، كما أن الانتحار يخالف «نواميس الكون»، وبالتالي يتعارض مع خطة الله للعالم أجمع. وعلى مر التاريخ في الكنيسة المسيحية، كان الأشخاص الذين يحاولون الانتحار يحرمون كنسيًا، أما أولئك الذين ماتوا بسبب الانتحار فكانوا يدفنون خارج المقابر المقدسة.
ومع ذلك، يُعتقد أن المرض النفسي أو الخوف من المعاناة الشديدة يقلل من مسؤولية الشخص الذي يقوم بالانتحار المكتمل. وتشمل الحجج المضادة ما يلي: أن الوصية السادسة يمكن ترجمتها على نحو أدق على أن معناها «عليك ألا تقتل»، وليست بالضرورة تنطبق على الذات؛ كما أن الله قد أعطى الإرادة الحرة للبشر؛ وكذلك فإن قتل الإنسان نفسه لا يُعد انتهاكًا لقوانين الله مثله مثل علاج الأمراض؛ كما أن هناك عدد من حالات الانتحار المسجلة في الكتاب المقدس لأتباع الله دون وجود إدانة أو تحذير.